# اليانور بيانكي
اليانور بيانكي (بالإيطالية: Eleonora Bianchi )‏ (و. 1942 – م) هي ممثلة، من إيطاليا، ولدت في ميلانو.

## وصلات خارجية
- اليانور بيانكي على موقع IMDb (الإنجليزية)
- اليانور بيانكي على موقع قاعدة بيانات الفيلم (الإنجليزية)